# Битка при Анядело
Битката при Анядело (на италиански: Agnadello) е част от Третата италианска война (Войната на лигата от Камбре). Тя се състои на 14 май 1509 г. между френски и венециански войски и завършва с решителна френска победа.

## Създаване на лигата от Камбре
Франция при Шарл VIII и Луи XII е най-активният фактор в първите италиански войни. Нейните крале нахлуват с големи армии и постигат важни успехи, но предизвикват реакцията на италианските държави и на редица външни сили. Първоначалните аспирации към Неапол са изоставени и сега интересът на французите се насочва към богатата Северна Италия. Там най-важна сила е Венецианската република, изградила както обширна морска империя от острови и пристанища в Източното Средиземноморие, така и континентални владения.
През първите италиански войни Венеция отнема крепости от Миланското херцогство, управлявано от французите, и от папските земи. Нейната агресивна политика води до изграждането на вражески съюз – Лигата от Камбре. Там участват папа Юлий II, Луи ХІІ, император Максимилиан I и испанския крал Фернандо Арагонски. Съюзниците целят да сложат „край на всички загуби, обиди, грабежи и унижения, за които Венеция е виновна“.

## Ход на битката
Когато венецианският сенат осъзнава опасността, е предприета отчаяна дипломатическа маневра. Но за нея е твърде късно. На 7 април 1509 г. Франция обявява войната и армията ѝ тръгва от Милано. Венеция бързо организира военните си сили за защита, а населението по всички краища на земите ѝ се вдига на борба. Дожът Леонардо Лоредано назначава за главнокомандващи Бартоломео Алвиано и Николо Орсини. Изборът му е противоречив, защото докато Алвиано смело предлага да пресекат река Ада и на атакуват, Орсини се колебае и отхвърля този план. Той прави и втора грешка – когато градчето Тревильо подкрепя французите, той се втурва да го превземе и изгори и така им позволява безпрепятствено да пресекат реката. Луи се спуска на юг, за да отреже комуникациите на противника, венецианците бързат да направят същото. Така те непредпазливо позволяват да бъдат нападнати в движение. Битката е типичен пример за надхитряне в маневрите.
На 14 май авангардът командван от Алвиано се оказва обхванат в клещи. Той заема добра позиция на хълм сред лозя и упорито се отбранява известно време. Предните френски части са отблъснати, но останалите французи продължават да прииждат. Тогава до венецианския командир идва вестта, че Орсини се оттегля, смятайки, че поражението е неминуемо. Това означава пълно поражение за венецианците. Авангардът е почти унищожен, Алвиано попада в плен. Орсини също не успява да се измъкне без загуби. В бързината хората му изоставят 36-те оръдия, които стават трофей на врага.

## Последици. Спасението на Венеция
След тази битка армията на Венеция престава да съществува. Французите бързо превземат Кремона, Бреша и Бергамо. Папските войски завземат изгубените по-рано крепости по долното течение на По. Градовете Верона, Виченца и Падуа се предават без бой на императора. Фернандо Арагонски получава Отранто и Бриндизи. Цялата държава на Венеция изглежда пред катастрофа. Тя обаче се разминава, защото съюзниците се задоволяват с получените придобивки и не нападат града на лагуната. Тогава, според един сполучлив израз, тя „развърта острата сабя на своята дипломация“. Възползва се от недоверието между съюзниците и от повтарящия се страх от французите и успява да убеди папата и испанския крал, че Франция е истинската опасност за тях. Така Лигата от Камбре се разпада, заменена от т. нар. Свещена лига. Но в нея Венеция участва и тя е насочена против Франция.